# 神力人 (電視劇)
《神力人》（英語：Wonder Man）是即將上映的美國電視連續劇，由德斯汀·丹尼爾·克雷頓和安德魯·蓋斯特創作，基於同名漫威漫畫角色改編。與漫威電影宇宙系列電影處於同一架空世界和共同世界。蓋斯特擔任首席作家。該系列由克雷頓工作室製作。為Disney+原創影集。
2021年12月，克雷頓與漫威影業簽署了一項為Disney+製作的電視劇的協議，當時已經有一部喜劇系列正在開發中。 2022年6月，該劇集以神力人為中心，安德魯·蓋斯特參與其中，克雷頓也將執導該劇集。預計最早於2023年開始拍攝。
影集預計將在2023-24電視季期間在Disney+上亮相。

## 製作

### 發展
2021年12月，德斯汀·丹尼爾·克雷頓與漫威影業簽署了一項多年的協議，為Disney+開發影劇項目，那時已經有一部喜劇系列正在開發中。克雷頓將通過他新創建的製作公司克雷頓工作室製作該系列。這與克雷頓回歸編寫和執導漫威電影宇宙（MCU）電影《尚氣與十環傳奇》（2021年）的續集有關。2022年6月，該系列被透露處於早期開發階段，名為《神力人》，以角色西蒙·威廉姆斯／神力人為中心，安德魯·蓋斯特加入開發該系列並擔任首席作家，他之前曾擔任鷹眼的顧問製片人。克雷頓也有可能指導該系列的劇集。綜藝雜誌的喬·奧特森（Joe Otterson）指出，該系列有可能成為「好萊塢諷刺劇」，考慮到該角色在漫畫中作為演員和特技演員的歷史，他認為這是有道理的。奈森·菲利安出現在電影海報上，將飾演西蒙·威廉姆斯（Simon Williams），出演了《星際異攻隊2》（2017）的剪輯片段。那部電影的導演詹姆斯·岡恩很喜歡漫畫中的神力人，並認為菲利安可以描繪出這個角色「有時是混蛋/超級英雄」，即使他的外表被剪掉了，他仍然認為他們是 MCU的經典。

### 拍攝
電視劇預計於2023年初開拍。

## 發行
《神力人》預計由Disney+推出。

## 外部連結
- 互联网电影数据库（IMDb）上《神力人》的资料（英文）